# Баранович Олексій Іванович
Олексі́й Іва́нович Барано́вич (* 22 червня 1892, Старокостянтинів Волинської губернії, тепер Хмельницької області — †3 травня 1961, Москва) —  український історик, д.і.н. (1951), педагог, громадський діяч. Походив з родини священика.

## Біографічні відомості
Закінчив Житомирську гімназію та історичній відділ історично-філологічного факультету Петроградського університету (1916).
- 1916—1920 викладав історію у чоловічій та жіночій гімназіях м. Старокостянтинова.
- 1918 — працівник архівного відділу Гол. управління у справах мистецтв та національної культури.
- 1920—1921 — зав. відділом повітнаросвіти (м. Старокостянтинів).
- 1922 — голова повітвідділу спілки Робітос.
- 1920—1923 — зав.трудовою школою і одночасно (з 1921) — зав. педкурсами.
- З 1923 — постійний нештатний співробітник Комісії для складання історично-географічного словника української землі ВУАН, одночасно викладач райпартшколи (1923—1924), вчитель культурознавства трудшколи № 102 і голова місцевкому Робос № 247.
- З жовтня 1924 до жовтня 1926 — аспірант кафедри історії України ВУАН, одночасно керівник семінарів з укр. історії в КІНГу (1925—1926),
- з 1926 — викладач історії господарства та культури України в тому ж вузі.

Протягом 1923—1926 прочитав шість доповідей на історичних та історично-економічних секціях УАН та дві на кафедрі.
24.10.1926 захистив наук. працю — «Нариси магнатського господарства на півдні Волині у XVIII ст.», з 1927 став штатним науковим співробітником кафедри.
- У 1927—1930 працював над темою — «Магнатська верства та її господарство на Волині в XVII—XVIII ст.».

Протягом 1930—1933 прочитав у ВУАН п'ять доповідей, був активним дописувачем газети — «За радянську Академію» (1930—1932). Після розгрому ВУАН з 1934 працював у вузах і науково-дослідних установах Москви, не полишаючи української тематики.
Після 1930 р. ще кілька років працював у ВУАН — в Археографічній та Історико-географічній комісіях і в Комісії для виучування соціально-економічної історії України, якою керував акад. Д. І. Багалій.
У 1934 р. він — науковий співробітник Історико-археографічного інституту, після закриття якого був звільнений з ВУАН і переїхав до Сімферополя, де став професорувати в місцевому Інституті народної освіти, а згодом перебрався до Москви. Там він працював у вузах, а згодом — в Інституті історії АН СРСР.
1946 захистив кандидатську дисертацію — «Помещичий город времен Речи Посполитой (Староконстантинов XIV—XVIII ст.)».
Плідним періодом наукової діяльності Барановича була праця в Інституті історії АН СРСР (з 1951), де вчений захистив докторську дисертацію, продовжував вивчення української історії, зокрема рідного міста, брав активну участь у колективних наук. працях як автор і ред. Один із визначних дослідників соціально-економічної історії України, а також Білорусі, Польщі і Литви XIV—XVIII ст., в яких Баранович спростував хибні твердження про т. зв. «запустіння» України в середні віки, про начебто прогресивну місію польської колонізації українських земель та інше. Знавець архівів і архівної справи. Матеріали про життя і діяльність Б. зберігаються в музеї м. Старокостянтинова, в Інституті рукопису НБУ імені В. Вернадського НАНУ (ф. Х) і в ЦДАВО України (ф.1235).
У 1946 р. науковець захистив дисертацію на здобуття наукового ступеня кандидата історичних наук, а у 1951 р. став доктором наук. Втім, навіть змінивши український ґрунт на російський, О. І. Баранович не полишав досліджувати історію України.

## Роботи
- З історії заселення Південної Волини. Спостереження над колонізацією і економічним життям волинського пограниччя XVI—XVII вв. [Архівовано 23 лютого 2017 у Wayback Machine.] // ЗІФВ УАН. — 1925. — Т.VI;
- З проблем марксівської теорії пізнання // Життя і революція. — 1925. — № 9;
- Нариси магнатського господарства на півдні Волині у XVIII ст. // Студії з історії України. — 1926. — Т. І [Архівовано 18 липня 2017 у Wayback Machine.]. — С.1—90; 1930. — Т.3 [Архівовано 23 вересня 2017 у Wayback Machine.]. — С.61—116; Окр.вид.: К., 1926;
- «Пан Тадеуш» Міцкевича як історичний документ // Україна. — 1928. — Кн.4(29). — С.34—35;
- Панське господарство в ключі Володарськім за часів Коліївщини [Архівовано 23 лютого 2017 у Wayback Machine.]// Ювілейний збірник на пошану академікові М. С. Грушевському. — К., 1928. — Т.1. — С.274—279;
- Панське місто за часів Польської держави: Старий Костянтинів // ЗІФВУАН. — 1928. — Т.XVII. — С.1—63; Окр.вид.: К., 1928;
- Залюднення України перед Хмельниччиною. Ч. 1 : Залюднення Волинського воєводства в першій половині XVII ст.  [Архівовано 23 лютого 2017 у Wayback Machine.]— К., 1930;
- Залюднення України перед Хмельниччиною. — К., 1931;
- Історія на службі колоніальної політики Польщі // Зап. іст.-археогр. інституту. — К., 1934. — С.227—249;
- Помещичий город времен Речи Посполитой (Староконстантинов XIV — XVIII ст.): Автореф. // Изв. АН СССР. Сер. ист. и филос. — М., 1947. — Т.IV. — С.183—185;
- Упадок города Речи Посполитой: Староконстантинов в XVIII в. // Вопросы истории. — 1947. — № 8. — С.30—49;
- Население предстепной Украины в XVI в. // Ист. зап. — М., 1950. — Т.32. — С.198—232;
- Новый город западной Украины XVI в.: Основание Староконстантинова // Уч. зап. Ин-та славяноведения АН СССР. — 1951. — Т.3. — С.236—263;
- Фольварки Вишневецкого ключа во второй половине XVIII в. // Академику Б. Д. Грекову ко дню 70-летия. — М., 1952. — С.303—310;
- Хозяйство фольварка на юге Волыни в XVIII в. // Материалы по истории земледелия СССР. — М., 1952. — Т.1. — С.411—458;
- Магнатское хозяйство на юге Волыни в XVIII в. — М., 1955;
- Украина // Очерки истории СССР: Период феодализма. Конец XV в. — начало XVII в. — М., 1955. — С.710—735;
- Украина и Белоруссия; Воссоединение Украины с Россией // Очерки истории СССР: Период феодализма. XVII в. — М., 1955. — С.667—712 (у співавт.);
- К изучению магнатских архівов Украины // Проблемы источниковедения. — М., 1956. — Т.5. — С.146—158;
- Правобережная Украина // Очерки истории СССР: Период феодализма. Россия во второй половине XVIII в. — М., 1956. — С.593—600;
- Украина накануне освободительной войны середины XVII в.: Соц.-экон. предпосылкивойны. — М., 1959;
- Опустошение и восстановление Правобережной Украины во второй пол. XVII и начале XVIII вв. // История СССР. — 1960. — № 5. — С.148—158;
- К вопросу о запустении и заселении украинских земель в XVI — начале XVII вв. // Вопросы социально-экономической истории и источниковедения периода феодализма в России. — М., 1961. — С.40—42.